# Fachschule für Wirtschaft und Technik Clausthal-Zellerfeld
Die Fachschule für Wirtschaft und Technik (FWT) ist eine private Fachschule mit Sitz in Clausthal-Zellerfeld. Die Schule, die 1998 gegründet wurde, sieht sich in der Tradition der ehemaligen Berg- und Hüttenschule Clausthal. Diese hatte sich 1906 von der Bergakademie Clausthal abgespalten und zum 31. Juli 1998 den Betrieb eingestellt.

## Organisation
Die FWT ist eine gemeinnützige GmbH. Gesellschafter sind der REFA Nordwest, die Berg- und Universitätsstadt Clausthal-Zellerfeld, die Stadtwerke Clausthal–Zellerfeld, die K+S AG und der Bundesverband Mineralische Rohstoffe.

## Ausbildung
Die Fachschule bietet drei Zweige für die Ausbildung von Fach- und Führungskräften an.
1. Als staatlich anerkannte Ersatzschule die zweijährige Weiterbildungen als Techniker in Vollzeit. Diese Lehrgänge enden mit einer staatlichen Abschlussprüfung und berechtigen die Absolventen zum Führen der Abschlussbezeichnung Staatlich geprüfter Techniker. Ausbildungsbereiche sind:
  - Bergbautechnik mit den Schwerpunkten Bergtechnik, Elektrotechnik, Maschinentechnik und Verfahrenstechnik,
  - Elektrotechnik mit dem Schwerpunkt Industrie 4.0 sowie
  - Maschinentechnik mit dem Schwerpunkt Automatisierungstechnik.
2. In der Oberklasse mit Betriebsführerlehrgang können berufserfahrene Techniker innerhalb von zwei Semestern in Vollzeit die Berufsbezeichnung Ingenieur erlangen. Die FWT ist heute deutschlandweit der einzige Anbieter für diesen Weiterbildungsgang.
3. Außerdem werden Seminare am Standort Clausthal-Zellerfeld oder als Inhouse zu Themen wie Wetter- und Sprengtechnik, Betriebliche Aufsichtskräfte oder zu Metallen (z. B. Kupfer, Aluminium) angeboten.

## Geschichte der Berg- und Hüttenschule
Seit 1775 wurden mit dem Clausthaler Lyzeum Kurse für Berg- und Hüttenleute abgehalten, die als Beginn einer systematischen, fachschulischen Ausbildung gelten. Bereits vorher, seit dem Anfang des 18. Jahrhunderts, gab es in den Bergrevieren der deutschen Staaten Bestrebungen, zusätzlich zur praktischen Ausbildung auch eine theoretische Grundlage für die künftigen Bergbeamten einzuführen. Dies führte u. a. zur Gründung der Bergakademie Freiberg 1765 in Sachsen.
Bereits Henning Calvör legte in den Jahren seines Rektorats am Clausthaler Lyzeum Schwerpunkte im Bereich Mathematik und Naturwissenschaften, forderte aber die Einrichtung einer selbständigen Bergschule für den Harz. Ephorus Johann Christoph Friderici verfasste schließlich 1775 den Lehrplan für die Neue Schuleinrichtung, auf dessen Grundlage im Herbst 1775 der erste Kurs für Berg- und Hüttenbeamte begann. Die ersten 24 Kursteilnehmer waren bereits im Berufsleben stehende Beamte, die von der Berghauptmannschaft ausgewählt worden waren. Die sechs Wochenstunden in den Fächern Geographie, Bergbaugeschichte, Mechanik/Maschinentechnik und Mineralogie wurden mittwochs und sonnabends unentgeltlich geleistet. Als Lehrkräfte wirkten der damalige Rektor des Lyzeums Rettberg und der „Schreib- und Rechenmeister“ Kast.
In den 1880er-Jahren kam die Markscheidekunst hinzu, später Berg- und Hüttenkunde. Der Lehrkörper erweiterte sich um weitere Lehrer sowie Bergbeamte. Markscheidekunde wurde von verschiedenen Grubenmarkscheidern gegeben.
Der Erscheinungstag des Planes für die Neue Schuleinrichtung, der 9. Mai 1775, gilt daher als Gründungstag der Bergschule und der später aus ihr hervorgegangenen Bergakademie Clausthal.
Bereits damals wurde eine enge Verbindung zwischen Theorie und Praxis gepflegt, so gingen die Lehrer mit den Schülern zu den verschiedenen Gruben, um ihnen die Anwendung des erarbeiteten Wissens der verschiedenen Fachrichtungen, insbesondere Geologie, Bergmaschinen- und Markscheidekunde, in natura zu demonstrieren.

### Napoleonische Zeit

Das ehemalige Stadtrichterhaus am Markt

Am 21. November 1810 erließ Hans Graf von Bülow, Finanzminister des Königreiches Westphalen, zu dem der Oberharz seit 1807 gehörte, ein Reskript, in dem Vorschriften für die Ausbildung von Bergeleven geregelt waren. Diese Regeln waren von dem späteren Mineralogieprofessor Hausmann, damals Generalinspektor der Berg-, Hütten- und Salzwerke, ausgearbeitet worden.
Als Leiter der Bergschule fungierte der jeweilige Berghauptmann der Harzdivision. Der Unterricht wurde in einer Unter- und einer Oberklasse erteilt; als Zugangsvoraussetzung für die Unterklasse genügte „ordnungsgemäßes Rechnen und Schreiben“, während für die Oberklasse Französisch-, Latein- und Mathematikkenntnisse sowie zeichnerische Fähigkeiten verlangt wurden.
Zu Ostern 1811 wurde das dafür erworbene ehemalige Stadtrichterhaus am Markt bezogen.